# 帕斯卡定律
帕斯卡定律（英語：Pascal's principle），指的是作用於密閉流體上之外加壓強維持原來的大小，传到流体各部分各方向。這意味著對於一個密閉流體而言，容器的各處有相同的壓強變化。
此定律乃由布萊士·帕斯卡（Blaise Pascal，1623-1662）首先闡述。
可得{\displaystyle {\frac {F_{1}}{S_{1}}}={\frac {F_{2}}{S_{2}}}}

## 應用
帕斯卡定律具有多種用途，如液壓千斤頂、液壓起重機和汽車的油壓煞車系統。